# Nástroje vzdělávací politiky
Nástroje vzdělávací politiky jsou různé typy opatření, kterými tvůrci vzdělávací politiky mohou ovlivňovat vzdělávací proces. Celá vzdělávací politika je tvořena několika základními nástroji: plánováním, strategií a koncepcí, legislativou, regulací a organizačním uspořádáním, financováním, kurikulární politikou a učebnicemi, evaluací a monitorováním.

## Aktéři vzdělávací politiky
Aktéry vzdělávací politiky jsou různí jednotlivci či oficiální, nebo neoficiální sociální uskupení, kteří ovlivňují vzdělávací politiku. Různé skupiny aktérů reprezentují různé zájmy a hodnoty, různé druhy a rozsahy zdrojů, z nichž pro vlastní problematiku čerpají. Díky tomu ale dochází ke konfliktům mezi jednotlivými aktéry a není tedy možné, aby konkrétní výstup vzdělávací politiky uspokojil všechny aktéry.

## Legislativa vzdělávání

### Legalizace
Vzdělávání se po světě vždy reguluje příslušnými právními normami. Pojem legalizace vzdělání ale skrývá pod sebou i možnost soudního rozhodování o vzdělávacích problémech.Legalizovaný vzdělávací systém ovšem mají jen některé státy s výraznou podobností organizačních charakteristik. Většina těchto zemí jsou federální státy (USA, SRN, Rakousko, Švýcarsko). Mají psanou Ústavu, která garantuje individuální práva. Povolují kontrolu ústavnosti zákonů pomocí soudů. Občané mohou podat žalobu na stát pro nezákonné jednání.

### Veřejné a soukromé právo
Právo na svobodné vzdělání a právo na svobodné školy patří mezi základní občanská práva. Jsou navíc součástí tzv. soukromého práva, což je právní oblast vymezující práva jedinců a společenských jedinců. Což tvoří rámec svobodné společnosti. Školský systém se řídí zásadami veřejného práva, zejména ten, který je řízený státem a tedy i veřejnou institucí. Tím pádem není možné snadno ovlivňovat školství partikulárními, osobními či skupinovými. Změny školského systému jsou podmíněny změnou zákona, ke které je třeba ovšem dosáhnout potřebné většinové shody.

### Právní přezkoumání soudní moci
Soudní moc vykonává kontrolu nad legislativou i exekutivou. Nemůže ovšem kontrolovat legislativu i exekutivu ze své vlastní iniciativy. V základních demokraciích existují dva způsoby řešení konfliktů pomocí soudních rozhodnutí:
- Řešení konfliktů na žádost politických institucí
- Podávání žalob jednotlivci na administrativu pro nelegální jednání

V západních demokraciích tak hraje právní přezkoumání důležitou roli, jakožto mechanismus řešení problémů v politice.

### Vzdělání v ústavách
Důležité pro vzdělání bylo, že na počátku 20. století bylo mnoho ústav doplněno deklarací sociálních práv. Díky tomu, že sociální práva nebyly prosaditelné okamžitě, nýbrž musely být zavedeny samostatným zákonem. Proto nebyly považovány za součást ústavního práva, ale za politické deklarace. Některé ústavy se o vzdělání vůbec nezmiňují, jiné naopak zahrnují jeho podrobnou úpravu, například federálních státech ústava udává, zda je vzdělání federální nebo státní. V ČR se vzdělání zmiňuje ve článku 33 Listiny základních práv a svobod.
Ten udává, že občané mají právo na bezplatné základní a středoškolské vzdělání, dle možností společnosti i vysokoškolské. Chybějí zde ovšem klasická liberální práva ochraňující svobodu individua před přílišným vlivem státu.

## Kurikulární politika
Pojem kurikulum je poměrně mladým pojmem, používaným v českých odborných textech až na konci 80. let. V užším pojetí ve významu učebního plánu si jej lze představit jako psaný dokument, kde jsou popsány vyučovací předměty, jejich hodinová dotace apod. Původně byl tento pojem použit již v 16. století, kdy docházelo k větší standardizaci studia na univerzitách, kdy stát nad nimi začal uplatňovat větší administrativní kontrolu. Ve stejném významu pak byl přenesen na základní a střední školy. V ČR je v užším pojetí vymezen jako Rámcový vzdělávací program pro jednotlivé stupně vzdělávání. Užší, původní a tradiční vymezení termínu kurikulum znamená projekt výuky, učební plán, tedy nějaký psaný dokument, který projektuje a plánuje, čemu se má žák ve škole naučit, jaké dovednosti má získat a jaké cíle vzdělávání na daném stupni sleduje. V zahraničí se ovšem začalo užívat širší vymezení tohoto pojmu. Znamená zde nejen oficiální dokumenty vymezující obsahy a cíle vzdělávání, ale veškerou zkušenost, kterou žáci získávají ve škole a v činnostech ke škole se vztahujících, její plánování a hodnocení

### Typy kurikula
- Plánované kurikulum představuje kurikulum v užším pojetí. Jedná se o projekty a plány zpracované do dokumentů, jež vymezují cíle vzdělávání, jeho obsah, časový harmonogram a organizaci vzdělávání, stejně jako strategie nebo výukové metody. Forma těchto kurikulárních dokumentů může být různá, nejčastěji jsou však v nich definovány cílové požadavky, kterých by měl každý žák či student v určitém období dosáhnout.
- Realizované kurikulum představuje učivo skutečně předané učiteli v konkrétních školách i třídách. Z perspektivy žáka označuje vše, co se mohl žák ve škole naučit.
- Dosažené kurikulum je označení pro to, jak si žák prezentované kurikulum osvojil. Hovoří se zde o konkrétním žáku, neboť úroveň osvojení studia závisí ve velké míře na individuálních charakteristikách žáků.
- Skryté kurikulum je nejvíce vzdálený pojem k úzkému pojetí kurikula jako učebního plánu. Označuje vše, co není dáno v projektových dokumentech či učebních osnovách, přesto se ve škole děje a žáky to ovlivňuje (např. předávané genderové role)

### Charakteristika kurikulární politiky
Ukazuje se v ní funkčnost a výhody širšího pojetí kurikula. Jedním z hlavních produktů jsou schválené kurikulární dokumenty, které vymezují kánon vědění. Pojem kurikulární politika se začal vyskytovat v 50. letech 20. století, v postkomunistických zemích až od 90. let. Dle definice Průchy, Walterové a Mareše se kurikulární politika označuje jako něco, co je součástí vzdělávací politiky, zahrnuje strategie tvorby kurikulárních projektů, předpisy procedur jejich tvorby a rozdělení kompetencí subjektů, které se na tvorbě a zavádění kurikula podílejí.

### Implementace kurikula
Bez podpůrných mechanismů nemůže být žádná kurikulární reforma účinná. Nutnou podmínkou úspěšností reformy kurikula musí být osvěta a mediální vysvětlení připravovaných změn široké veřejnosti, především tak rodičům, jejíchž dětí se bude změna týkat.

### Evaluace kurikula
Je završením celého procesu kurikulární reformy. Právě evaluace ukáže, nakolik byla reforma úspěšná. Její systémy mají mnoho různých forem. Stále častěji se vyskytuje celostátní testování žáků, což poskytuje obecnou informaci o výkonnosti školského systému. Přibývá ovšem i mezinárodních projektů zaměřených na testování žáků.

### Trendy v kurikulární politice
Procesy tvorby kurikula se mezi jednotlivými státy liší. Přesto lze najít mezi nimi nějaké společné trendy, které jsou zčásti výsledkem harmonizace a internacionalizace vzdělávací politiky. Systémy tvorby, implementace a evaluace kurikula v různých zemích lze umístit na kontinuu centralistický – decentralizovaný, podle toho, jaká míra v kurikulárním procesu je přisouzena centru, místním samosprávám a školám, nakolik zodpovědnost leží přímo na učiteli. Nejčastějším vyjádřením je tzv. dvouúrovňový model kurikula. Na úrovni státu je vytvořen společný, velmi obecný rámec kurikula a jeho konkretizace je ponechána na úrovni školy a místní samosprávy. Druhým trendem je design kurikula. Jeho forma se dělí na kurikula zaměřená na učivo a kurikula zaměřená na žáka. Nověji jsou cílové požadavky formulovány v kurikulárních dokumentech evropských zemích v podobě tzv. klíčových kompetencí. Ty zahrnují znalosti, dovednosti, postoje a hodnoty, které jsou nezbytné pro úspěšné uplatnění člověka v životě i na trhu práce. Klíčových v evropských zemích je osm kompetencí – komunikace v mateřském jazyce, komunikace v cizích jazycích, matematická gramotnost a kompetence v oblasti přírodních věd a techniky, informačně-technologické kompetence, schopnost se dále učit, mezilidské, sociální a občanské kompetence, podnikatelské dovednosti, základní kulturní rozhled a schopnosti kulturního vyjádření se. Třetím trendem je harmonizace a internacionalizace kurikula. Ten souvisí s globalizací a zvýšeným pohybem kapitálu a osob. Příkladem takové harmonizace je i výše uvedený seznam klíčových kompetencí.

## Financování školství
Jsou známy čtyři základní možné způsoby financování školství:
- systém poskytování finančních prostředků školám založený na prosté deklaraci (input declaration);
- systém založený na normativním vymezení vstupních podmínek (input norm);
- systém založený na normativním vymezení výsledků (output norm);
- systém založený na poskytnutí celkové jednorázové částky školám při dosažení žádoucích výsledků v jejich činnosti (output lump sum).

Předmětem financování mohou být především vstupy nebo výstupy. Financování vstupů znamená, že je nutné je přesně definovat a předepsat. K čemuž je zapotřebí množství údajů, pravidel a vzorců. Financování výstupů obsahuje základy jako smlouva, stanovující ceny, produkt a podmínky dodání.
Financování školství je jednou ze složek státního rozpočtu.
Trochu jinak se financuje vysoké školství v České republice. Má čtyři základní faktory:
- objem poskytovaného vysokoškolského vzdělání v zemi a objem veřejných prostředků;
- způsob alokace zdrojů;
- výše nákladů na studenta nebo studijní jednotku;
- rozsah úhrady nákladů státem vs. úhrady nákladů ze soukromých zdrojů.

Modely financování se mohou rozlišovat podle následujících aspektů. Rozlišení mechanismů podle způsobu, jakým se prostředky dostanou k jejich spotřebiteli. Ty mohou být přímo přiděleny poskytovateli vzdělávání (model založený na přímé podpoře instituce – supply-driven), či na zisku prostřednictvím studentů. Jim jsou poskytovány finance formou poukázek. Liší se podle tohoto, zda je přidělená suma finančních prostředků odvozená od vstupních (input-based-funding), či výstupních (output-based-funding) parametrů. Třetí základní rozlišení rozeznává model financování založený na celkovém grantu (lump-sum funding). Zcela opačného charakteru je model, v němž je přesně dáno, k čemuž je možné jednotlivé položky použít (earmarked funding). V praxi se ovšem používá kombinace několika různých modelů na základě třech různých mechanismů:
- rozdělování prostředků založené na dohodě (negotiated funding);
- rozdělování prostředků na základě formule (formula funding);
- kombinace výše uvedených přístupů.

### Formula funding
Formulové financování je velmi rozšířený mechanismus pro rozdělení finančních prostředků. Mezi jeho hlavní výhody patří jednoduchost a průhlednost formule, přidělování peněz na základě jasných pravidel, přičemž užívané parametry jsou dobře měřitelné a kontrolovatelné, limitace možnosti lobbingu nebo jiných problematických zásahů do rozpočtu jednotlivých institucí, dobré odhadnutí očekávaných prostředků institucí, což umožňuje realistické plánování jejich aktivit. Zároveň ovšem existují i nevýhody formula fundingu. Formule totiž nereflektuje komplexnost a diverzitu institucí a jejich aktivit. Některá data jsou problematická, což se týká především „ceny“ jednotlivých programů, která je zjistitelná jen velmi těžko. Navíc formule užívá většinou cenu různých programů, nemůže ale zohlednit specifické potřeby zvláštních programů.

### Financování vysokých škol v ČR a jeho mechanismy
Univerzitní školství má svá specifika ohledně financování, která jsou uvedena v zákoně č. 111/1998 Sb. o vysokých školách. Ten stanovuje, že vysoká škola má nárok na získání dotace na uskutečňování akreditovaných studijních programů a programů celoživotního vzdělávání, přičemž pro jejich výši je rozhodný dlouhodobý záměr různých činností vysokých škol. Zároveň je upravena zákonem možnost získávání financí pro vysoké školy z dalších zdrojů. Jinak jsou na tom soukromé vysoké školy. Ty jsou, s výjimkou kvality vzdělávání, omezovány minimálně. Jejich hlavním příjmem je ve většině případů školné, které si každá škola může nastavit takové, jaké chce.

### Financování vzdělávací činnosti v ČR
Základním mechanismem je formule, podle které se rozděluje podstatná část prostředků na vzdělávací činnost. Využití dlouhodobých záměrů státu i vysokých škol je určitou formou smluvního nebo kontraktového financování. Uvedené řešení vede ke kombinovanému modelu financování, který poskytuje vysokým školám jasnou představu o části rozpočtu poskytované pomocí formule, kdežto další část je upravena formou určitého typu smlouvy na základě projektu a poskytuje vysokým školám potřebný projekt stability v jejich rozvojové činnosti.

### Financování výzkumu a vývoje ČR
Základním prvkem institucionálního financování jsou výzkumné záměry. Druhou formou je poskytování veřejných prostředků na specifický výzkum na vysokých školách. Nejvýznamnější složkou je ovšem projekt financování výzkumných center, jehož cílem je stimulace a zabezpečení spolupráce špičkových pracovišť jednotlivých sektorů výzkumu a vývoje a podpora mladých odborníků a doktorandů. Jinak se výzkum a vývoj financuje prostřednictvím různých grantových programů.

## Evaluace vzdělávání
Pedagogická evaluace je zjišťování, porovnávání a objasňování dat charakterizujících stav, kvalitu, fungování, výsledky procesů, programů, institucí, subjektů a jiných komponentů edukační reality, a to s využitím objektivních metod a nástrojů hodnocení. 
Hlavní účel evaluace je dvojí: Poskytovat decizním orgánům státu, politikům a odborníkům v oblasti rozvoje lidských zdrojů hodnověrný obraz o stavu a fungování vzdělávacího systému. Na jejich základě je tak možno provádět inovace i korekce dalšího vývoje vzdělávacího systému. Za druhé pak poskytovat školám, rodičů, zaměstnavatelům a širší veřejnost informace o kvalitě a jiných parametrech vzdělávacích institucí. Ty jsou pak základem např. pro rozhodování rodičů o výběru školy pro vzdělávání jejich dětí apod.

### Využitelnost evaluace
Evaluační výzkum ověřuje efektivitu a užitečnost programů, opatření, intervencí, inovací a organizačních změn. Výsledky evaluace mají přispět k rozhodování a plánování a z pohledu zadavatelů k lepšímu řízení, větší racionalitě a lepší kvalitě nabídky. Evaluační výzkum má dokumentovat dosažení požadovaných společenských cílů, organizačních změn a procesů učení. Evaluační výzkum má také přispívat k rozšíření vědeckých poznatků o zkoumaných oblastech

### Evaluace vzdělávacích potřeb
Vzdělávací potřeby jsou identifikovány na dvou úrovních – národní a potřeby jednotlivců nebo jednotlivých skupin populace. Evaluace v tomto případě spočívá ve zjišťování, analýze a vyhodnocování toho, co očekávají nebo reálně potřebují subjekty v nějakém typu studia. Nejčastěji se provádí dotazováním zaměstnavatelů na to, jaké znalosti očekávají od absolventů škol, či se dotazování zaměřuje na subjekty vzdělávání a zjišťuje, co oni sami považují za potřebné pro své vzdělávání, rekvalifikaci apod.

### Evaluace vzdělávacích programů
U vzdělávacích programů se hodnotí zejména jejich obsah, metody dosahování cílů, atd. Pro realizaci vzdělávacích programů se posléze zjišťuje, zda hodnocené parametry jsou v souladu s dosaženými cíli programu

### Evaluace edukačního prostředí
Tato evaluace je jednou z nových, přesto nejdůležitějších oblastí pedagogické evaluace. Samotné edukační prostředí pak vyjadřuje charakteristiky místa a podmínek, v nichž vzdělání probíhá. Edukační klima, které se zde hodnotí, vyjadřuje souhrn psychosociálních vztahů mezi účastníky edukačního prostředí, ukazuje jak jej vnímají, prožívají a hodnotí.

### Evaluace výsledků vzdělávání
Díky množství měření je tato evaluace nejrozsáhlejší oblastí pedagogické evaluace. Hodnotí se vědomosti, dovednosti, osvojené postoje a hodnoty žáků. U školního vzdělávání testy korespondují s obsahem učiva, které žáci dostali při výuce, nebo které si osvojili samostudiem. Nejdokonalejší evaluace výsledků vzdělávání se provádí v rámci mezinárodního srovnání. Ta zahrnuje mnoho zemí a jejím účelem je poskytovat každému zúčastněnému státu objektivní obraz o tom, jaká je úroveň vzdělávacích výsledků dosažených v jeho vzdělávacím systému v porovnání s ostatními státy.

### Evaluace kvality a efektivnosti vzdělávacích systémů
Kvalita vzdělávacího systému je vystižena modelem „kontext – proces – produkt“, který vyžaduje tři konkrétní činnosti, jež mají být zohledněny vstupy edukace, determinanty edukačních procesů a výstupy edukace – jednak výsledky vzdělávání, tak i dlouhodobé efekty vzdělávání. V českém systému se ještě zjišťují určité negativní vlastnosti, odrážející kvalitu českého školství ve srovnání se systémy jiných zemí OECD. Jsou jimi: nízká homogenita vzdělávacího systému a vysoká závislost vzdělávacích výsledků na sociálním statusu rodin.